# Michael von Grünigen
Michael von Grünigen, född 11 april 1969 i Schönried, är en schweizisk före detta alpin skidåkare.
Grünigen vann storslalomcupen åren 1996, 1997, 1999 och 2003. Vidare tog han fem mästerskapsmedaljer därav två VM-guld i storslalom. 

## Övriga meriter

### Världscupen

#### Storslalomcupen
- 1996 - 1:a
- 1997 - 1:a
- 1999 - 1:a
- 2003 - 1:a

#### Världscuptävlingar
- 23 segrar - alla i storslalom
- 48 pallplatser på 190 starter